# Кокосов, Алексей Николаевич
Алексей Николаевич Кокосов (11 июля 1930, Далматово, Уральская область — 2017, Санкт-Петербург) — советский и российский пульмонолог и фтизиатр, доктор медицинских наук (1967), профессор. С 1967 года возглавлял НИИ пульмонологии в Санкт-Петербурге.

## Биография
Алексей Николаевич Кокосов родился 11 июля 1930 года в селе Далматово Далматовского сельсовета Далматовского района Шадринского округа Уральской области, ныне город — административный центр Далматовского муниципального округа Курганской области.
Детство прошло в городах Надеждинск (с 1939 года Серов) и Свердловск.
После окончания средней школы поступил на лечебный факультет Свердловского медицинского института. Как военнообязанный был переведен на только что открывшийся двухгодичный (5 и 6 курс) военно-морской факультет при 1-м Ленинградском медицинском институте имени академика И. П. Павлова. После окончания учёбы проходил службу в должности врача–терапевта базового лазарета Черноморского флота (Балаклава).
В конце 1956 года в связи с сокращением вооруженных сил был уволен в запас.
Вернулся в г. Свердловск, где поступил в двухгодичную клиническую аспирантуру на кафедру факультетской терапии медицинского института. После окончания аспирантуры и защиты в 1959 году кандидатской диссертации «Функционально-диагностическое значение баллистокардиографии с физической нагрузкой у здоровых и больных с коронарной недостаточностью (стенокардией, постинфарктным кардиосклерозом)», был оставлен на кафедре в должности ассистента. Продолжал научную работу в области коронарной недостаточности и в 1967 году защитил докторскую диссертацию на тему «Клинико-патогенетическое изучение стенокардий различного генеза и их патогенетическая терапия с применением новых лекарственных средств».
В 1967 году перешёл на работу руководителем терапевтической клиники в городе Ленинграде НИИ пульмонологии Министерства здравоохранения СССР.
В круг научных интересов входили:
- клинико-функциональные и клинико-эпидемиологические исследования, клинические испытания новых лекарственных средств и методов лечения;
- немедикаментозные методы лечения;
- пути и методы медицинской реабилитации больных хроническими болезнями бронхов и легких;
- возможности превентивной реабилитации;
- проблемы саногенеза.

Был членом редколлегии журнала «Пульмонология», членом правления Всероссийского научного общества пульмонологов, членом правления общества терапевтов Санкт-Петербурга, более 30 лет руководил пульмонологической секцией этого общества.
В 1995 году он был избран членом-корреспондентом Российской академии естествознания (РАЕ).
Алексей Николаевич Кокосов умер в 2017 году.

## Награды и звания
- Заслуженный деятель науки Российской Федерации
- Почётное звание «Основатель научной школы»

## Публикации
- Хронический бронхит и обструктивная болезнь легких / под ред. А.Н. Кокосова. – СПб. : Изд-во «Лань», 2002. – 288 с.
- Хроническая обструктивная болезнь легких.у взрослых и детей: Руководство / под ред. А.Н. Кокосова. – СПб. : Изд-во «СпецЛит», 2004. – 304 с.
- Пневмология в пожилом и ста рческом возрасте .под ред. А.Н. Кокосова. – СПб. : Изд-во «МедМассМедиа», 2005. – 712 с.
- Дыхательная недостаточность и хроническая обструктивная болезнь легких / под ред. В.А. Игнатьева, А.Н. Кокосова. – СПб. : Изд-во «МедМассМедиа», 2006. – 248 с.
- Интерстициальные заболевания легких. Руководство для врачей под ред. М.М. Ильковича, А.Н. Кокосова. – СПб., Нордмедиздат, 2005. – 560 с.
- Разгрузочно-диетическая терапия. Руководство для врачей под ред. А.Н. Кокосова. – СПб. : СпецЛит, 2007. – 320 с.
- Бронхит (механизмы хронизации, лечение, профилактика) / под ред. А.Н. Кокосова. – СПб. : ЭЛБИ-СПб, 2007. – 178 с.
- Саногенез  (о науке и практике врачевания). СПб.: ЭЛБИ-СПб, 2009. Под редакцией А. Н. Кокосова ISBN 978-5-93979-216-5